# 琴形佐蛛
琴形佐蛛（学名：Zora lyriformis）为狼栉蛛科狼栉蛛属的动物。在中国大陆，分布于辽宁等地。该物种的模式产地在辽宁。